# Emblyna oxtotilpanensis
Emblyna oxtotilpanensis är en spindelart som först beskrevs av Jiménez och Sergio Luiz Bessa Luz 1986.  Emblyna oxtotilpanensis ingår i släktet Emblyna och familjen kardarspindlar. Inga underarter finns listade i Catalogue of Life.